# アントニオ・ロペス・ガルシア

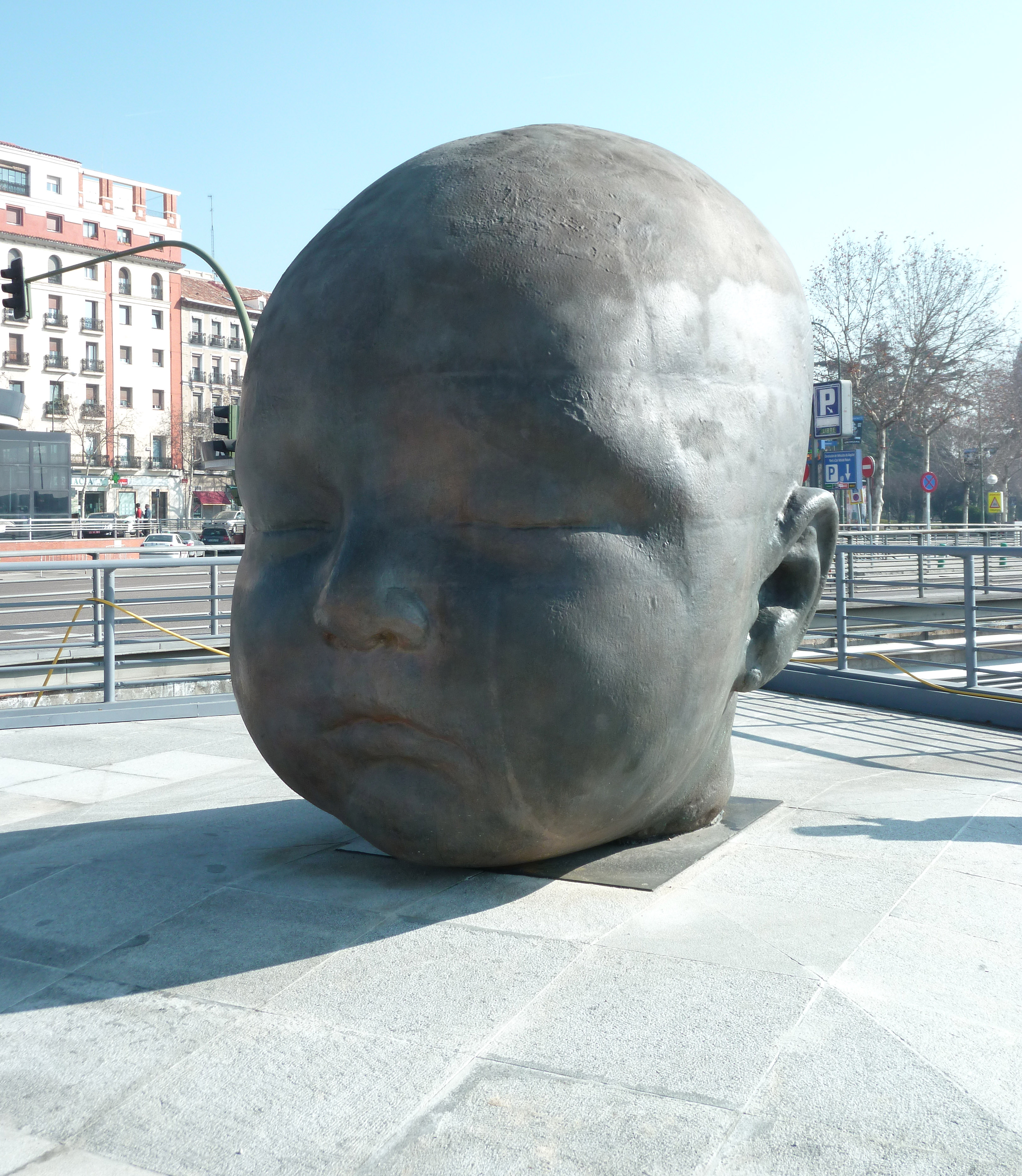
『日と夜』
アントニオ・ロペス・ガルシア

アントニオ・ロペス・ガルシア （Antonio López García、1936年1月6日 - ）は、スペイン・トメジョーソ出身の画家、彫刻家。

## 概要
世界的に現代スペイン・リアリズムの巨匠と評されている画家である。1936年にスペインのラ・マンチャ地方の町トメジョーソに生まれ、幼少期より叔父であるアントニオ・ロペス・トーレスから絵画を学ぶ。1950年から1955年までマドリードの王立サン・フェルナンド美術アカデミーで絵画を学ぶ。1993年にマドリードの国立ソフィア王妃芸術センター、2008年にはボストン美術館で、さらに2011年-2012年には、スペイン国内2か所の美術館（ティッセン・ボルネミッサ美術館、ビルバオ美術館）で大規模な個展を開催し、世界的に高い評価を得ている。1992年には、彼の制作過程を撮影した映画『マルメロの陽光』が映画監督ビクトル・エリセによって制作された。リアリズムでありながら、シュルレアリスムの影響も見られる独自の世界を持っている。2013年には、日本で初めての個展である「アントニオ・ロペス展」が開催され、初来日した。

## 経歴
- 1950年、マドリードの王立サン・フェルナンド美術学校入学。1955年、同美術学校卒業。
- 2013年、「アントニオ・ロペス展」をBunkamuraザ･ミュージアム（2013年4月27日－6月16日）、長崎県美術館（2013年6月29日－ 8月25日）、岩手県立美術館（2013年9月7日－ 10月27日）で開催[3][4]。

## 代表作
- 『アトーチャ』 1964
- 『シンクと鏡』 1967
- 『浴槽の女』 1968
- 『便器と窓』 1968-1971
- 『男と女』 1968-1991
- 『トレス ブランカスから見たマドリード』 1971
- 『マリアの肖像』 1972
- 『グラン・ビア』 1974-1981

## 映画
- 『マルメロの陽光』監督: ビクトル・エリセ、 主演: アントニオ・ロペス・ガルシア